# Gemeinde Škofljica
Die Gemeinde Škofljica (dt.: Frauenberg bei Laibach) ist eine aus 19 Ortschaften bestehende Gemeinde in der historischen Landschaft Dolenjska (Unterkrain), Region Osrednjeslovenska, in Slowenien. 
Sie trägt den Namen des Hauptortes und Verwaltungssitzes Škofljica.

## Lage
Die Gemeinde liegt 10 km südöstlich von Ljubljana (dt.: Laibach) am südöstlichen Rand des Ljubljansko barje, dem Moor von Ljubljana.

## Ortschaften
| - Brezje nad Pijavo Gorico, (dt.: „Birkendorf“) - Dole pri Škofljici, (dt.: „Thull in der Krain“) - Drenik, (dt.: „Drönig“) - Glinek, (dt.: „Glinegg“) - Gorenje Blato, (dt.: „Obermoos in der Oberkrain“) - Gradišče nad Pijavo Gorico, (dt.: „Plankenstein in der Oberkrain“) - Gumnišče, (dt.: „Weißkirchen in der Oberkrain“) - Klada, (dt.: „Neudach“) - Lanišče, (dt.: „Harland“) - Lavrica, (dt.: „Lauerz in der Oberkrain“) | - Orle, (dt.: „Adlersdorf“) - Pijava Gorica, (dt.: „Piautzbüchel“) - Pleše, (dt.: „Plesche“) - Reber pri Škofljici, (dt.: „Reber bei Frauenberg“) - Smrjene, (dt.: „Sankt Maria“) - Škofljica, (dt.: „Frauenberg bei Laibach“) - Vrh nad Želimljami, (dt.: „Berg“) - Zalog pri Škofljici, (dt.: „Breitenau in der Oberkrain“) - Želimlje (dt.: „Schlimlach“) |

## Nachbargemeinden
| Ljubljana | Ljubljana                                   | Ljubljana    |
| Ig        | Kompassrose, die auf Nachbargemeinden zeigt | Grosuplje    |
| Ig        | Ig, Velike Lašče                            | Velike Lašče |

## Geschichte
Die Gegend war schon in Urzeiten bewohnt wie Ausgrabungen in Molnik beweisen. Im Moor von Ljubljana  fanden sich auch Reste von Pfahlbautensiedlungen. Ihr Alter wird auf 6000 Jahre geschätzt.